# Czerń PN
Czerń brylantowa PN (E151) – organiczny związek chemiczny, dwuazowy barwnik spożywczy, który rozpuszczony w wodzie daje granatowo-fioletowe zabarwienie. Znajduje zastosowanie w barwieniu niektórych wyrobów cukierniczych oraz napojów spirytusowych. Jest zakazany w Stanach Zjednoczonych.
Dopuszczalne dzienne spożycie wynosi 1-5 mg/kg ciała.

## Zastosowanie
W przemyśle spożywczym używana do barwienia ciast w proszku z czarną porzeczką, jogurtów (zwłaszcza pitnych), ajerkoniaku, sosu brązowego oraz kawioru.

## Zagrożenia
Negatywnie wpływa na nerki. Może wywoływać typowe dla barwników azowych działanie niepożądane. W jelitach, może być przekształcony przez bakterie do prawdopodobnie niebezpiecznych składników.